# András Szilárd
András Szilárd (Csíkszereda, 1974. január 26. –) erdélyi magyar matematikus, egyetemi oktató.

## Életpályája
Iskoláit szülővárosában végezte. 1997-ben matematika szakot végzett a kolozsvári Babeș–Bolyai Tudományegyetemen, 1998-ban mesterszakot végzett ugyanott.  ’’Fredholm-Volterra integrálegyenletek’’ című dolgozatával doktorált ugyanott. 1997–1998 között általános iskolai tanár Kolozsváron, 1999-től a Babeş–Bolyai Tudományegyetem Matematika és Informatika Karán gyakornok, majd tanársegéd (2001), adjunktus (2003), jelenleg docens (2014-től). 2016 februárjától a BBTE Magyar Matematika és Informatika Intézetének igazgatója, a Farkas Gyula Egyesület a Matematikáért és Informatikáért és a Simplex Egyesület  elnöke, az Erdélyi Tehetségsegítő Tanács ügyvezető elnöke.
A matematika módszertanának tanára, tankönyvíró és -fordító, matematikaversenyek és tanártovábbképzők szervezője. Hazai és külföldi szakmai egyesületek tagja.

## Munkássága
Szakterületei: nemlineáris analízis, fixpontelmélet és alkalmazásai, matematikadidaktika,

### Könyvei
- András Szilárd, Ecuaţii integrale Fredholm-Volterra, Editura didactică şi pedagogică, 2005, 170 old.
- András Szilárd: A matematika tanítása[halott link], Státus Kiadó, Csíkszereda, 2009, 180 old.
- András Szilárd: Dinamikus rendszerek, Editura didactica si pedagogica, Bukarest, 2008, 256 old.
- András Szilárd, Baricz Árpád: Statisztika közgazdászoknak, Státus Kiadó, Csíkszereda, 2007, 300 old.
- András Szilárd, Szilágyi Zsolt, GEOMETRIA II, Státus Kiadó, 2006, 200 old.
- András Szilárd, Csapó Hajnalka, TANKÖNYV A XI. OSZTÁLY SZÁMÁRA, Bukarest, Tankönyvkiadó, 2006, 416 old., román nyelven
- András Szilárd, Marian Mureşan: Matematikai analízis és alkalmazásai, Editura didactică şi pedagogică, 2005, 368 old.
- András Szilárd, Csapó Hajnalka, László Tamás, Szilágyi Jutka, Szilágyi Márti, MEGOLDÁSOK a XII. osztályos matematika tankönyv feladataihoz, 2005, 356 old.
- András Szilárd, Csapó Hajnalka, Lukács Andor, Mihály Imre, Róth Ágoston, Szilágyi Jutka, Szilágyi Zsolt, Zsombori Gabriella, MEGOLDÁSOK A X. OSZTÁLYOS TANKÖNYV FELADATAIHOZ, Státus Kiadó, 2003, 400 old.
- András Szilárd,  MATEMATIKA, FELELETVÁLASZTÓS TESZTEK ÉRETTSÉGIZŐKNEK ÉS FELVÉTELIZŐKNEK, Csíkszereda, Státus Kiadó, 2003, 202 old.
- András Szilárd, Balázs Vilmos, Szilágyi Jutka, TANKÖNYV A XI. OSZTÁLY SZÁMÁRA, Csíkszereda, Státus Kiadó, 2002, 320 old.
- András Szilárd, Lukács Andor, Csapó Hajnalka, TANKÖNYV A XII. OSZTÁLY SZÁMÁRA, Csíkszereda, Státus Kiadó, 2002, 298 old.
- András Szilárd, Csapó Hajnalka, Szilágyi Jutka, TANKÖNYV A IX. OSZTÁLY SZÁMÁRA, Csíkszereda,  Státus Kiadó, 253 old.
- András Szilárd, Szilágyi Jutka, TANKÖNYV A X. OSZTÁLY SZÁMÁRA, Kolozsvár, Ábel Kiadó, 2001, 364 oldal

### Válogatott cikkei
- FIBER φ CONTRACTIONS ON GENERALIZED METRIC SPACES AND APPLICATION, Mathematica, Cluj Napoca, 45(2003):1, 3–8.
- FREDHOLM-VOLTERRA INTEGRAL EQUATIONS, PU.M.A, 13(2002):1-2, 21–30.
- WEAKLY SINGULAR VOLTERRA AND FREDHOLM-VOLTERRA INTEGRAL EQUATIONS, Studia Univ. Babeş-Bolyai, Mathematica, XLVIII(2003):3, 147–155.
- FIBER PICARD OPERATORS AND CONVEX CONTRACTIONS, Seminar on Fixed Point Theory, 4(2003):2, 209–217.
- GRONWALL INEQUALITIES VIA SUBCONVEX SEQUENCES, Seminar on Fixed Point Theory, 3(2002), 183–189.
- A NOTE ON PEROV'S FIXED POINT THEOREM, Seminar on Fixed Point Theory, 4(2003):1, 105–108.
- A MAXIMUM PROPERTY OF THE CHEBISHEV POLINOMIALS, Proceedings of the “Tiberiu Popoviciu” itinerant seminar of functional equations, approximation and convexity, 2000, 219–225.

### Minta verseiből
| „Valamikor, titkon, napimádó voltam Nem hivatásos, Csak amolyan, szentély nélküli, privát híve Szűk rendszerünk egyetlen csillagának. Reggelente figyeltem a kelő sugarak táncát S néha felfedezni véltem a Nap homlokának egyetlen aggódó ráncát. Rabul ejtett izzó tekintete Ő volt számomra a Mindenség Istene S bár tudtam, hogy soha el nem érhetem Néha irigykedve Ikarosz jutott az eszembe. | Egyszer én is elindultam, álmaim vittek felhőről felhőre majd ki a világűrbe s itt jöttem rá, kiábrándultan, hogy még a napsugár is görbe. Azóta én is, mint a Föld-lakók nagy többsége ritkán nézek a Nap szemébe S ha néha mégis találkozik tekintetünk gyorsan a szemem lesütöm, vagy egyszerűen csak szemüveget teszek.” |